# Scott Lincoln
Pour les articles homonymes, voir Lincoln.
Scott Lincoln, né le 7 mai 1993 à Northallerton, est un athlète britannique spécialiste du lancer du poids.

## Biographie
Le 13 juin 2021 à Brno, il dépasse la limite des 21 mètres en portant son record personnel à 21,28 m. Cette même année, il se classe troisième de la Coupe d'Europe des lancers 2021 et troisième des championnats d'Europe par équipes. Il participe aux Jeux olympiques de Tokyo mais ne parvient pas à se qualifier pour la finale.
En 2022, Lincoln décroche la médaille de bronze des Jeux du Commonwealth, devancé par les Néo-zélandais Tomas Walsh et Jacko Gill. Il échoue en qualifications lors des championnats du monde 2022 et 2023.

## Palmarès

### International
| Date | Compétition                       | Lieu       | Résultat | Marque  |
| ---- | --------------------------------- | ---------- | -------- | ------- |
| 2021 | Coupe d'Europe des lancers        | Split      | 3e       | 20,25 m |
| 2021 | Championnats d'Europe par équipes | Chorzów    | 3e       | 20,00 m |
| 2022 | Jeux du Commonwealth              | Birmingham | 3e       | 20,57 m |
| 2022 | Championnats d'Europe             | Munich     | 10e      | 19,90 m |
| 2023 | Championnats d'Europe par équipes | Chorzów    | 2e       | 21,10 m |
| 2024 | Championnats du monde en salle    | Glasgow    | 10e      | 20,36 m |
| 2024 | Coupe d'Europe des lancers        | Leiria     | 2e       | 20,98 m |

### National
- Championnats du Royaume-Uni d'athlétisme :
  - 9 titres de 2015 à 2023
- Championnats du Royaume-Uni d'athlétisme en salle :
  - 8 titres de 2016 à 2020 et de 2022 à 2024

## Records
| Épreuve         | Marque  | Lieu    | Date        |
| --------------- | ------- | ------- | ----------- |
| Lancer du poids | 21,31 m | Ostrava | 28 mai 2024 |